# نادي روخ لفيف
نادي روخ لفيف هو نادي كرة قدم أوكراني من مدينة لفيف،تأسس النادي في 2003.